# Lithurgus chrysurus
Lithurgus chrysurus là một loài Hymenoptera trong họ Megachilidae. Loài này được Fonscolombe mô tả khoa học năm 1834.